# Zustandsgleichung
Als Zustandsgleichung wird der funktionale Zusammenhang zwischen thermodynamischen Zustandsgrößen bezeichnet, mit deren Hilfe sich der Zustand eines im thermodynamischen Gleichgewicht befindlichen thermodynamischen Systems  beschreiben lässt. Dabei wählt man eine der Zustandsgrößen als Zustandsfunktion und die anderen, von ihr abhängigen Zustandsgrößen als Zustandsvariablen. Zustandsgleichungen werden benötigt, um die Eigenschaften von Fluiden, Fluidgemischen und Feststoffen zu beschreiben.
Alle Zustandsgleichungen eines Systems lassen sich in einem thermodynamischen Potential zusammenfassen.

## Einführung
Die bekanntesten Zustandsgleichungen dienen der Zustandsbeschreibung von Gasen und Flüssigkeiten. Der wichtigste und zugleich auch einfachste Vertreter, der in der Regel herangezogen wird, um das Wesen einer Zustandsgleichung zu erklären, ist die allgemeine Gasgleichung. Diese beschreibt zwar nur ein ideales Gas exakt, kann jedoch bei niedrigen Drücken und hohen Temperaturen auch als Näherung für reale Gase herangezogen werden. Bei hohen Drücken, niedrigen Temperaturen und insbesondere Phasenübergängen versagt sie jedoch, so dass andere Zustandsgleichungen notwendig werden. Zustandsgleichungen realer Systeme sind dabei immer Näherungslösungen und können die Eigenschaften eines Stoffes nicht exakt für alle Bedingungen beschreiben.
Zustandsgleichungen sind keine Folgerungen aus den allgemeinen Hauptsätzen der Thermodynamik. Sie müssen empirisch oder mittels statistischer Methoden gefunden werden. Sind alle Zustandsgleichungen eines thermodynamischen Systems bekannt bzw. umfasst eine Zustandsgleichung alle Zustandsgrößen des Systems, so können mit Hilfe der Thermodynamik alle thermodynamischen Eigenschaften desselben ermittelt werden.
In der Thermodynamik wird zwischen kalorischen und thermischen Zustandsgleichungen unterschieden. Aufgrund des zweiten Hauptsatzes der Thermodynamik sind diese jedoch voneinander abhängig.

## Thermodynamischer Hintergrund
Zustandsgleichungen stellen einen stoffspezifischen Zusammenhang zwischen thermodynamischen Zustandsgrößen dar. Ein thermodynamisches System, welches aus einer oder mehreren gasförmigen, flüssigen oder festen Phasen besteht, ist im thermodynamischen Gleichgewicht durch eine gewisse Anzahl von Zustandsgrößen eindeutig bestimmt. Zustandsgrößen hängen nur vom aktuellen Zustand, aber nicht von der Vorgeschichte des Systems ab. Zwei Zustände sind genau dann gleich, wenn alle entsprechenden Zustandsgrößen übereinstimmen. Solche Zustandsgrößen sind z. B. die Temperatur {\displaystyle T}, der Druck {\displaystyle p}, das Volumen {\displaystyle V} und die Innere Energie {\displaystyle U}. Bei einem Stoffgemisch aus {\displaystyle K} verschiedenen Komponenten sind die Stoffmengen {\displaystyle n_{i}} {\displaystyle (i=1,\dotsc ,K)}  gleichfalls Zustandsgrößen, wobei statt der einzelnen Stoffmengen meist die gesamte Stoffmenge {\displaystyle n=n_{1}+\dotsb +n_{K}} und die Molenbrüche {\displaystyle x_{i}=n_{i}/n} zur Beschreibung verwendet werden.
Die Zustandsgrößen eines Systems sind nicht alle voneinander unabhängig. Die Zahl der unabhängig veränderbaren Zustandsgrößen, d. h. die Zahl {\displaystyle F} der Freiheitsgrade, hängt  gemäß der Gibbsschen Phasenregel von der Zahl {\displaystyle K} der Komponenten und der Zahl {\displaystyle P} der verschiedenen Phasen des thermodynamischen Systems ab:
{\displaystyle F=K+2-P}.
- Bei einem einkomponentigen einphasigen System (z. B. flüssigem Wasser; {\displaystyle K=P=1}) genügen demnach zwei Zustandsgrößen zur eindeutigen Festlegung des Zustandes. Bei gegebener Stoffmenge {\displaystyle n} sind die Zustandsgrößen {\displaystyle T}, {\displaystyle p} und {\displaystyle V} nicht unabhängig voneinander. Sind z. B. die Temperatur {\displaystyle T} und der Druck {\displaystyle p} vorgegeben, so stellt sich automatisch ein bestimmtes Volumen {\displaystyle V} ein, das nicht variiert werden kann, ohne zugleich {\displaystyle T} oder {\displaystyle p} zu ändern.
- Befinden sich bei einem einkomponentigen System zwei Phasen im Gleichgewicht ({\displaystyle K=1;P=2}), dann genügt bereits eine Zustandsgröße zur Festlegung. Ist z. B. die Temperatur gegeben, dann stellt sich im Phasengleichgewicht zwischen Flüssigkeit und Dampf automatisch ein bestimmter stoffspezifischer Druck ein, der als Dampfdruck bezeichnet wird. Der funktionale Zusammenhang zwischen Temperatur und Dampfdruck ist eine Zustandsgleichung.

## Die thermische Zustandsgleichung
Die thermische Zustandsgleichung setzt die Zustandsgrößen Druck {\displaystyle p}, Volumen {\displaystyle V}, Temperatur {\displaystyle T} und Stoffmenge {\displaystyle n} zueinander in Beziehung.
Die meisten thermischen Zustandsgleichungen, z. B. die allgemeine Gasgleichung und die Van-der-Waals-Gleichung, enthalten explizit, d. h. als Zustandsfunktion, den Druck:
{\displaystyle p=f(T,V,n)}.
Ist das molare Volumen {\displaystyle V_{m}(T,p)} oder die Dichte {\displaystyle \rho (T,p)} in Abhängigkeit von Temperatur {\displaystyle T} und Druck {\displaystyle p} gegeben, so entspricht dies einer thermischen Zustandsgleichung, die explizit das Volumen enthält:
{\displaystyle \Leftrightarrow V=n\cdot V_{m}(T,p)={\frac {n\cdot M}{\rho (T,p)}}=f(T,p,n)}.
wobei {\displaystyle M} die mittlere molare Masse des Systems bezeichnet.
Alle diese Formen sind gleichwertig und enthalten dieselbe Information.
Für {\displaystyle V=V(T,p,n)} ergibt sich daraus das totale Differential:
{\displaystyle \Rightarrow \mathrm {d} V=\left({\frac {\partial V}{\partial T}}\right)_{p,n}\mathrm {d} T+\left({\frac {\partial V}{\partial p}}\right)_{T,n}\mathrm {d} p+\left({\frac {\partial V}{\partial n}}\right)_{T,p}\mathrm {d} n}.
Dieses lässt sich vereinfachen durch
- den Volumenausdehnungskoeffizienten {\displaystyle \gamma ={\frac {1}{V}}\left({\frac {\partial V}{\partial T}}\right)_{p,n}}
- die Kompressibilität {\displaystyle \kappa =-{\frac {1}{V}}\left({\frac {\partial V}{\partial p}}\right)_{T,n}}
- das molare Volumen {\displaystyle V_{m}=\left({\frac {\partial V}{\partial n}}\right)_{T,p}}

woraus resultiert:
{\displaystyle \Rightarrow \mathrm {d} V=\left(V\cdot \gamma \right)\mathrm {d} T-\left(V\cdot \kappa \right)\mathrm {d} p+V_{m}\mathrm {d} n}.

## Die kalorische Zustandsgleichung
Die Eigenschaften eines thermodynamischen Systems, also die stoffspezifischen Zusammenhänge aller Zustandsgrößen, sind durch eine thermische Zustandsgleichung allein nicht vollständig bestimmt. Die Bestimmung der thermodynamischen Potentiale, welche alle Informationen über ein thermodynamisches System enthalten, erfordert zusätzlich eine kalorische Zustandsgleichung. Sie beinhaltet eine Zustandsgröße, die nicht von der thermischen Zustandsgleichung, sondern nur von der Temperatur abhängt.
Besonders gebräuchlich ist die einfach messbare spezifische Wärmekapazität {\displaystyle c_{p}^{0}(T)} bei Normaldruck {\displaystyle p_{0}=1{,}01325} bar. Ist {\displaystyle c_{p}^{0}(T)} gegeben (z. B. durch eine Wertetabelle zur Spline-Interpolation oder ein Polynom 4. Grades), so können die spezifische Enthalpie {\displaystyle h(T,p_{0})} und die spezifische Entropie {\displaystyle s(T,p_{0})} bei Normaldruck in Abhängigkeit von der Temperatur berechnet werden:
{\displaystyle h(T,p_{0})={\frac {H_{0}}{M}}+\int _{T_{0}}^{T}c_{p}^{0}({\tilde {T}})\cdot \mathrm {d} {\tilde {T}}}
{\displaystyle s(T,p_{0})={\frac {S_{0}}{M}}+\int _{T_{0}}^{T}{\frac {c_{p}^{0}({\tilde {T}})}{\tilde {T}}}\cdot \mathrm {d} {\tilde {T}}}
mit
- {\displaystyle H_{0}} die Normalbildungsenthalpie
- {\displaystyle S_{0}} die Normalentropie pro Mol,

beide bei Normalbedingungen ({\displaystyle T_{0}=298{,}15\,\mathrm {K} ;p_{0}=1{,}01325\,\mathrm {bar} }). Sie sind für viele Stoffe tabelliert.
Daraus ergibt sich die spezifische freie Enthalpie bei Normaldruck in Abhängigkeit von der Temperatur:
{\displaystyle \Rightarrow g(T,p_{0})=h(T,p_{0})-T\cdot s(T,p_{0}).}
Mit der Dichte {\displaystyle \rho (T,p)} in Abhängigkeit von Temperatur {\displaystyle T}  und Druck {\displaystyle p}, also einer thermischen Zustandsgleichung, kann daraus die spezifische freie Enthalpie nicht nur für beliebige Temperaturen, sondern auch für beliebigen Druck berechnet werden:
{\displaystyle \Rightarrow g(T,p)={\frac {H_{0}-T\cdot S_{0}}{M}}+\left(\int _{T_{0}}^{T}c_{p}^{0}({\tilde {T}})-T\int _{T_{0}}^{T}{\frac {c_{p}^{0}({\tilde {T}})}{\tilde {T}}}\right)\cdot \mathrm {d} {\tilde {T}}+\int _{p_{0}}^{p}{\frac {1}{\rho (T,{\tilde {p}})}}\cdot \mathrm {d} {\tilde {p}}}
Da die freie Enthalpie bezüglich der Variablen {\displaystyle T} und {\displaystyle p} ein thermodynamisches Potential ist, sind damit alle thermodynamische Größen des Systems bestimmt und berechenbar.
In alternativer, aber äquivalenter Weise beschreibt die kalorische Zustandsgleichung auch die Verknüpfung zweier anderer thermodynamischer Potentiale, nämlich der inneren Energie U bzw. der Enthalpie H mit jeweils drei thermodynamischen Zustandsgrößen: der Temperatur T, dem Volumen V (bzw. dem Druck p) und der Stoffmenge n.
Für {\displaystyle U=U(T,V,n_{1},\dots ,n_{k})}

und {\displaystyle H=H(T,p,n_{1},\dots ,n_{k})} ergeben sich die totalen Differentiale:
{\displaystyle \Rightarrow \mathrm {d} U=\left({\frac {\partial U}{\partial T}}\right)_{V,n_{i}}\mathrm {d} T+\left({\frac {\partial U}{\partial V}}\right)_{T,n_{i}}\mathrm {d} V+\sum _{i=1}^{k}\left({\frac {\partial U}{\partial n_{i}}}\right)_{T,V,n_{j\not =i}}\mathrm {d} n_{i}}
{\displaystyle \Rightarrow \mathrm {d} H=\left({\frac {\partial H}{\partial T}}\right)_{p,n_{i}}\mathrm {d} T+\left({\frac {\partial H}{\partial p}}\right)_{T,n_{i}}\mathrm {d} p+\sum _{i=1}^{k}\left({\frac {\partial H}{\partial n_{i}}}\right)_{T,p,n_{j\not =i}}\mathrm {d} n_{i}}
Mit der Annahme {\displaystyle \mathrm {d} n_{i}=0} (konstante Stoffmenge) und den Beziehungen
{\displaystyle \left({\frac {\partial U}{\partial T}}\right)_{V}=C_{V}} (isochore Wärmekapazität)
{\displaystyle \left({\frac {\partial H}{\partial T}}\right)_{p}=C_{p}} (isobare Wärmekapazität)
{\displaystyle \left({\frac {\partial U}{\partial V}}\right)_{T}=T\left({\frac {\partial p}{\partial T}}\right)_{V}-p}
folgt
{\displaystyle \Rightarrow \mathrm {d} U=C_{V}\cdot \mathrm {d} T-\left[p-T\left({\frac {\partial p}{\partial T}}\right)_{V}\right]\mathrm {d} V}
und
{\displaystyle \Rightarrow \mathrm {d} H=C_{p}\cdot \mathrm {d} T+\left({\frac {\partial H}{\partial p}}\right)_{T}\mathrm {d} p.}

## Beispiele

### Ideale Gase
- Ideale Gasgleichung(en), auch Näherung für reale Gase unter bestimmten Bedingungen

### Kosmologie
- Big Rip, kosmische Zustandsgleichung

### Reale Gase
- Van-der-Waals-Gleichung
- Virialgleichungen
- Clausius-Gleichung
- Zustandsgleichung von Berthelot
- Zustandsgleichung von Dieterici
- Zustandsgleichung von Redlich-Kwong
- Zustandsgleichung von Redlich-Kwong-Soave
- Zustandsgleichung von Peng-Robinson
- Zustandsgleichung von Benedict-Webb-Rubin
- Zustandsgleichung von Benedict-Webb-Rubin-Starling
- Zustandsgleichung von Martin-Hou

### Hochverdichtete Materie
- Zustandsgleichung von Mie-Grüneisen
- Zustandsgleichung Weißer Zwerge
- Zustandsgleichung Neutronensterne (noch unbekannt)

### Sprengstoffe
- Zustandsgleichung von Becker-Kistiakowsky-Wilson
- Zustandsgleichung von Jones-Wilkins-Lee
- Zustandsgleichung von Jacobs-Cowperthwaite-Zwisler

### Festkörper unter hydrostatischem Druck
- Zustandsgleichung von Birch-Murnaghan

### Wasser
- Taitsche Gleichung

### Weitere
- Zustandsgleichung von Elliott-Suresh-Donohue[4]